# Gustav Anton von Wietersheim
Pour les articles homonymes, voir Wietersheim.
Gustav Anton von Wietersheim (11 février 1884 - 25 avril 1974) était un General der Infanterie de l'armée allemande (Heer) au sein de la Wehrmacht où il servit de 1902 à 1942. Il fut le commandant du XIVe corps motorisé (renommé XIVe Panzerkorps à partir du 21 juin 1942) depuis sa création le 1er avril 1938 jusqu'au 14 septembre 1942, durant la bataille de Stalingrad où il est démis de ses fonctions par son supérieur le général Paulus.

## Biographie
Gustav Anton von Wietersheim est né en 1884 dans la province de Silésie à Breslau. Il suit les cours de l'école des cadets de l'armée (la Kadettenanstalt) et commence sa carrière militaire dès ses 18 ans, en juin 1902. Il sert un an comme aspirant (Fähnrich) avant de prendre son commandement, en novembre 1903, comme lieutenant dans le 4e régiment de grenadiers de la Garde.
Il est promu capitaine au début de la Première Guerre mondiale, intègre l'état-major général en 1917, il sert à la fois dans celui de la troisième division et dans celui du 25e corps de réserve.
Après la guerre il sert dans la Reichswehr où il est promu major en 1925, à la suite de quoi il intègre le département T4 de l'armée de terre, au sein du ministère de la Défense (Reichswehrministerium). En 1930 il atteint le grade de lieutenant-colonel, en 1932 celui de colonel et devient chef d'état-major de la 3e Division de cavalerie et puis de la 3e division d'infanterie.
En 1934 il retourne au ministère de la Défense, bientôt renommé ministère de la guerre (Reichskriegministerium) par Adolf Hitler, en tant qu'intendant général (Oberquartiermeister). Il y a sous sa direction les départements opération, transport et logistique, un rôle clef qu'il cédera octobre 1936 à son subordonné d'alors Erich von Manstein.
Lieutenant-général depuis avril 1936, il prend le commandement de la 29e division d'infanterie.
Keitel, Jodl et von Manstein mentionnent dans leurs mémoires deux désaccords publics entre Hitler et von Wietersheim : le premier en 1938 à l'occasion de l'invasion de la Tchécoslovaquie, où von Wietersheim pointe la faiblesse de la ligne Siegfried en cas d'attaque française, la seconde en 1939 au sujet de l'invasion de la Pologne.
Keitel voit dans ces interventions de von Wietersheim l'une des origines de la défiance d'Hitler face à l'état-major général et à ses officiers.
En février 1938, von Wietersheim est nommé général d'infanterie et prend, début d'avril, le commandement du XIVe Corps motorisé nouvellement créé et basé à Magdebourg.
C'est à la tête de cette unité qu'il participe à la Campagne de Pologne de 1939, à la Bataille de France en 1940 et à la campagne des Balkans en 1941. Cette dernière action lui vaudra la Croix de Chevalier le 20 avril 1941.
Lors de l'invasion de l'Union soviétique le XIV panzerkorps opère au sein du Panzergruppe 1 dans la 1er Panzerarmee rattachée au groupe d'armée sud. Il participe, entre autres, aux batailles d'encerclement de Uman et de Kiev puis à la défense du fleuve Mious lors de l'hiver 1941-1942.
Le 21 juin 1942 le XIVe corps motorisé (rebaptisé XIVe Panzerkorps à partir du mois d'août) est intégré à la VIe Armée pour l'offensive vers Stalingrad. Envoyé en pointe pour traverser le Don et rejoindre la Volga le 23 août 1942, le XIV. Panzerkorps se trouve isolé (au point de devoir être ravitaillé par air), privé de son soutien d'infanterie et subit de lourdes pertes durant plusieurs jours. Von Wietersheim insiste pour que son supérieur Friedrich Paulus revoie son plan et accepte un repli sur le Don. Ce dernier le démet de ses fonctions à la mi-septembre pour défaitisme et incompétence, et le remplace par le général Hube. Cette décision met fin à la carrière de Von Wietersheim.
Après la guerre, comme beaucoup d'officiers allemands, von Wietersheim comparaît en tant que témoin lors du procès de Nuremberg.

## Promotions
| Fähnrich               | 30 décembre 1902  |
| Leutnant               | 22 juin 1902      |
| Oberleutnant           | ? 1909            |
| Hauptmann              | 8 avril 1914      |
| Major                  | 1er avril 1925,   |
| Oberstleutnant         | 1er février 1930  |
| Oberst                 | 1er novembre 1932 |
| Generalmajor           | 1er juillet 1934  |
| Generalleutnant        | 1er avril 1936    |
| General der Infanterie | 1er février 1938  |

## Décorations
- Croix de fer (1914)[1]
  - 2e Classe
  - 1re Classe
- Croix de chevalier de l'Ordre royal de Hohenzollern avec glaives[1]
- Ordre du Mérite militaire (Bavière), 4e Classe avec glaives[1]
- Croix du Mérite de guerre (Brunswick) 2e Classe[1]
- Ordre de la Couronne de fer 3e Classe avec décorations de guerre[1]
- Croix du Mérite de guerre (Brunswick) 3e Classe avec décorations de guerre[1]
- Médaille de service de la Wehrmacht 4e à 1re Classe
- Agrafe de la Croix de fer (1939)
  - 2e Classe
  - 1re Classe
- Croix de chevalier de la Croix de fer
  - Croix de chevalier le 20 avril 1941[2]